# 扎里奇涅 (尼古拉耶夫區)
46°54′14″N 31°54′11″E / 46.90389°N 31.90306°E
扎里奇涅（烏克蘭語：Зарічне），是烏克蘭的村落，位於該國南部尼古拉耶夫州，由尼古拉耶夫區負責管轄，面積58.4平方公里，海拔高度47米，2001年人口505，人口密度每平方公里8.6人。